# Constantin Prut
Constantin Prut (n. 8 mai 1940, Ștefănești, Botoșani, România – d. 23 februarie 2023) a fost un critic și istoric de artă român, profesor la Facultatea de Arte a Universității de Vest din Timișoara.

## Biografie
A absolvit Institutul de Arte Plastice „Nicolae Grigorescu” din București, secția Istoria și teoria artei. A obținut în anul 1988 titlul științific de doctor în istoria artei al Universității București. Constantin Prut a lucrat o lungă perioadă ca redactor la revista Contemporanul și apoi la Revue Roumaine. A predat istoria artei la Universitatea „Mihai Eminescu” din Bacău, Universitatea București, Academia de Arte „Luceafărul” din București, Universitatea de arte „George Enescu” din Iași și apoi la Facultatea de Arte Plastice din cadrul Universității de Vest din Timișoara.
Constantin Prut este autorul lucrării Dicționar de artă modernă, o lucrare unică în literatura de specialitate în limba română. Prima ediție a fost publicată în 1982 și, după douăzeci de ani, a fost publicată o noua ediție îmbogățită cu peste 1000 de noi articole și peste 600 de ilustrații color și alb-negru.

## Cărți publicate
- Dumnezeu rămânea singur. Editura Eminescu 1970
- Fantasticul în arta populară românească, 1972.[8]
- Dicționar de artă modernă. Editura Albatros, București, 1982.
- Constantin Piliuță, 1983.
- Calea rătăcita. O privire asupra artei populare românești, 1991.
- Ion Murariu. Lirism, narație, expresie, 1999.
- Dicționar de artă modernă și contemporană. Editura Univers Enciclopedic, 2002.
- Calea rătăcită: o privire asupra artei populare românești. ed. I, Editura Meridiane, 1991; ed. II, Editura Brumar, Timișoara, 2012.